# Aumont (Jura)
Aumont település Franciaországban, Jura megyében. Lakosainak száma 449 fő (2022. január 1.). Aumont Vaudrey, Montholier, Abergement-le-Grand, La Ferté, Mathenay, Neuvilley és Oussières községekkel határos.

## Népesség
A település népességének változása:
| Lakosok száma | 416  | 435  | 455  | 402  | 445  | 457  | 468  | 475  | 466  | 449  |
|               | 1968 | 1982 | 1990 | 2006 | 2013 | 2015 | 2017 | 2019 | 2020 | 2022 |